# Ogulin (Črnomelj, Slovenija)
Ogulin je naselje u slovenskoj Općini Črnomelju. Ogulin se nalazi u pokrajini Dolenjskoj i statističkoj regiji Jugoistočnoj Sloveniji. 

## Stanovništvo
Prema popisu stanovništva iz 2002. godine naselje je imalo 39 stanovnika.